# Сигланський
Сигла́нський — гора в Українських Карпатах, у масиві Полонина Красна. Розташована в межах Тячівського району Закарпатської області.
Висота — 1563,8 м над р. м. Південний та північно-західний схили вершини переходять у сідловини, які з'єднані іншими вершинами головного хребта масиву. Схили до висоти 1100—1200 м вкриті переважно буковими лісами, вище — полонини.
З вершини відкриваються краєвиди на довколишні гори: на схід — гірський масив Свидовець, на південний захід — масив гори Манчул, на північний захід — хребет Пишконя.
Сигланський — найвища вершина масиву Полонина Красна.
Місцеві жителі гору називають Громовиця.